# She's on Fire
She's on Fire è il terzo singolo dall'album Drops of Jupiter della rock band statunitense Train.

## Tracce
Singolo australiano del 2002
1. She's on Fire (versione radio)
2. Drops of Jupiter (Tell Me) (live)
3. Meet Virginia (live)
4. Ramble On (acustica)

Singolo europeo del 2002
1. She's on Fire (versione radio)
2. Drops of Jupiter (Tell Me) (live)
3. Meet Virginia (live)
4. She's on Fire (video)

## Classifiche
| Classifica (2002)                             | Posizione più alta |
| --------------------------------------------- | ------------------ |
| Australia (ARIA)                              | 57                 |
| Stati Uniti (Billboard Adult Top 40)          | 21                 |
| Stati Uniti (Billboard Mainstream Rock Songs) | 40                 |